# Petřín

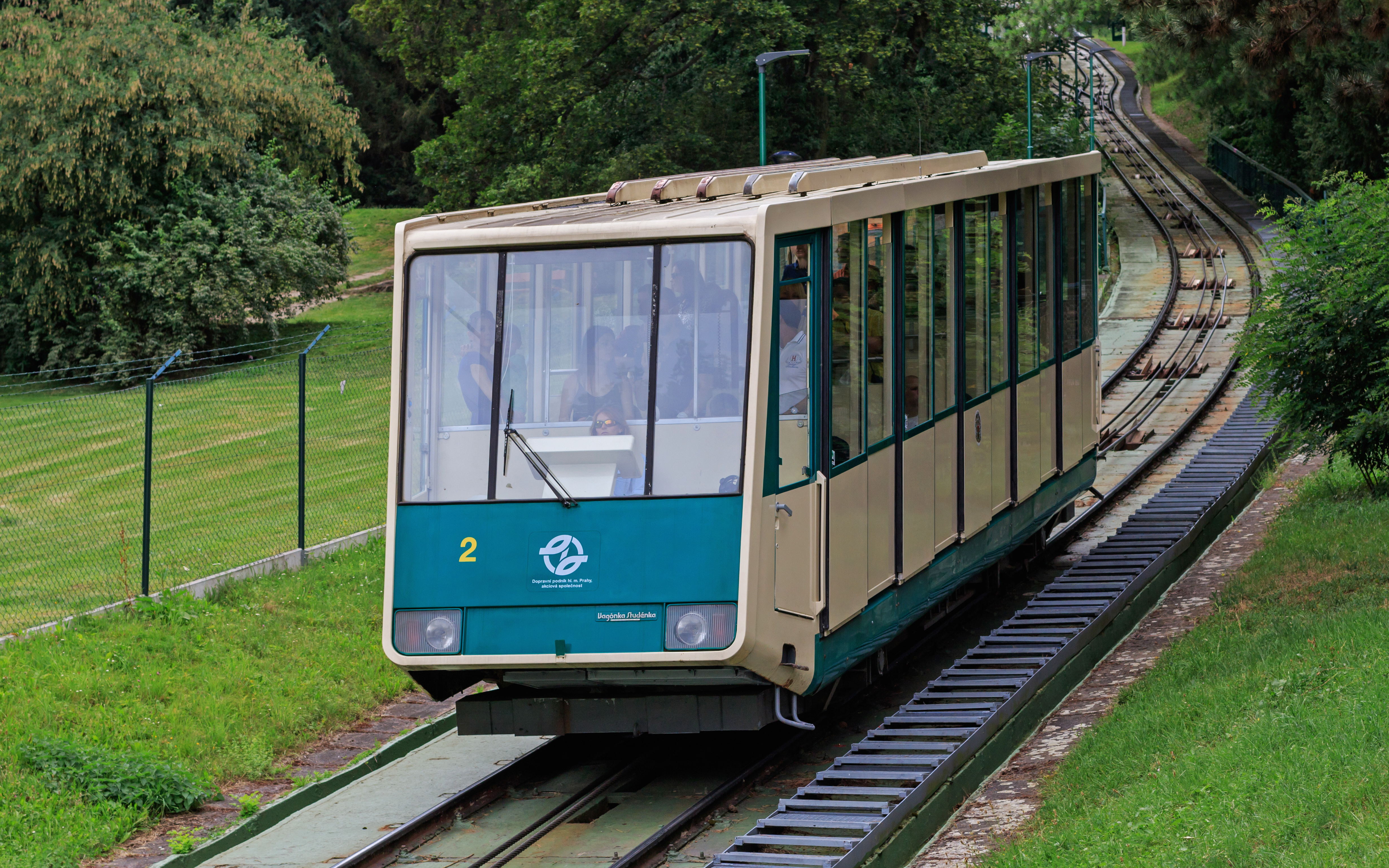
Kolejka linowa na Petřín. Widok na wagon kolejki

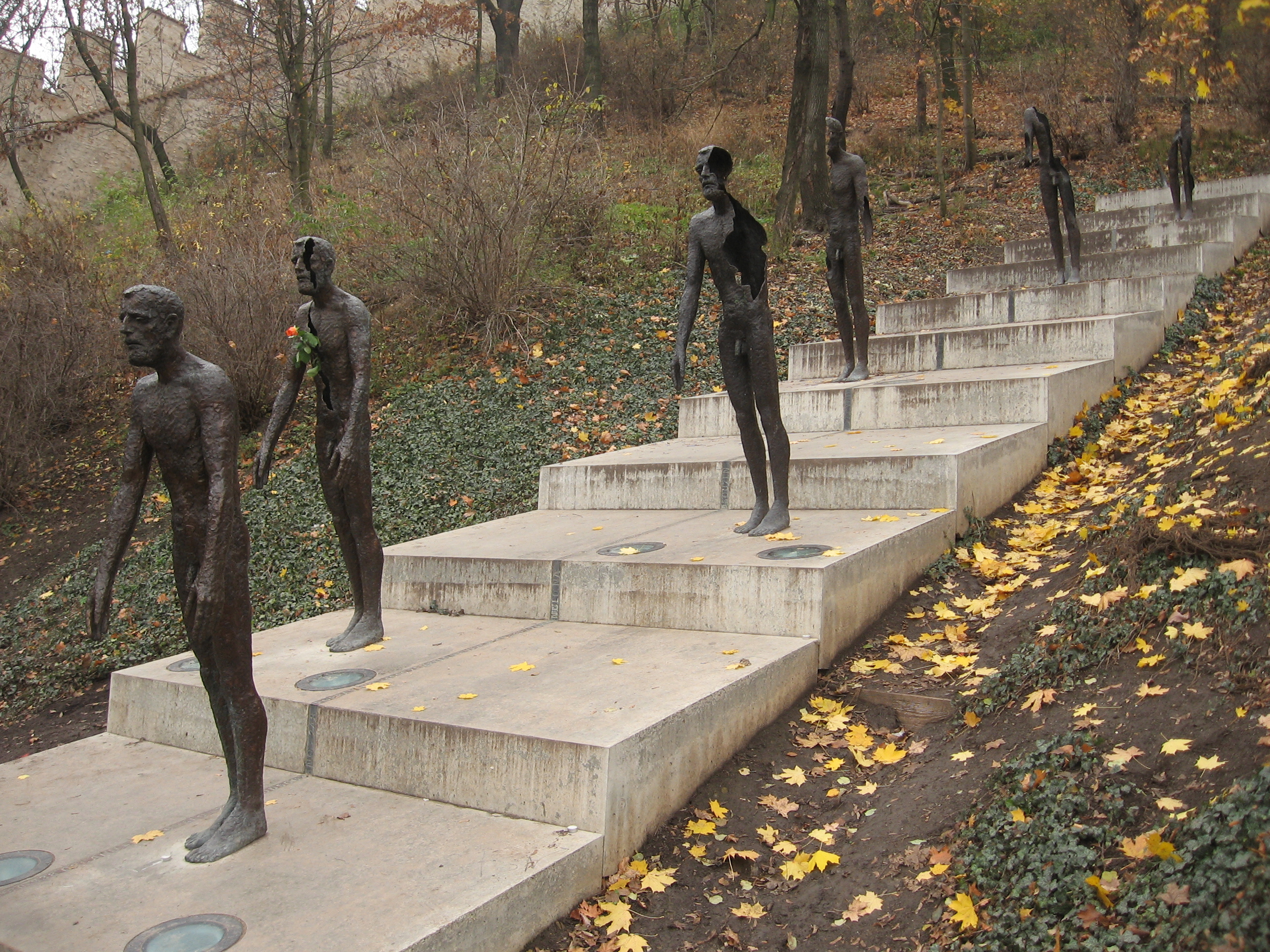
Pomnik ofiarom komunizmu

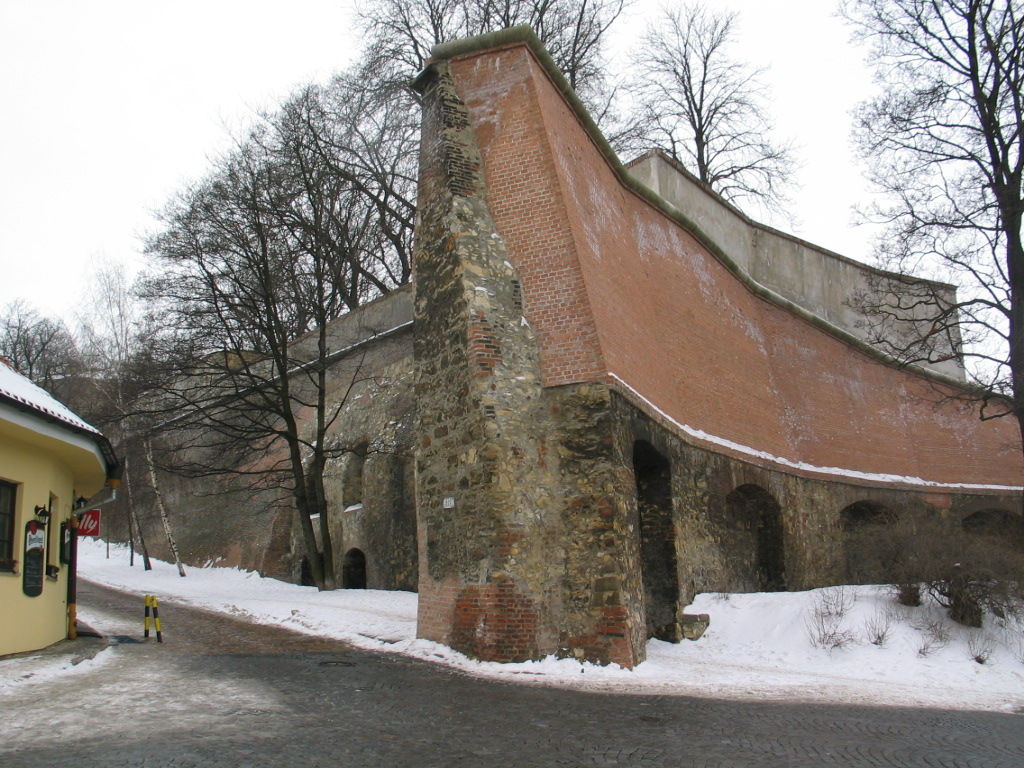
Fragment Muru Głodowego

Petřín (niem. Laurenziberg, pol. Petrzyn) – pełne ogrodów i parków wzgórze na lewym brzegu Wełtawy w Pradze, w sąsiedztwie Hradczan. Jego obecna infrastruktura to głównie wynik praskiej jubileuszowej wystawy krajowej z roku 1891. Na tę okazję wybudowano tu m.in. kolej linowo-terenową, wieżę widokową na wzór wieży Eiffla (Petřínská rozhledna) oraz Labirynt Luster (cz. Zrcadlové bludiště).
Na wzgórzu stał też pierwszy nadajnik radiowy i od lat 50. do 1989 r. stacje zagłuszające.

## Mur Głodowy
Kolejną atrakcją turystyczną jest Mur Głodowy wybudowany na zlecenie Karola IV w XIV wieku; legenda głosi, że wybudowany po to, by dać pracę i zarobek bezrobotnym, ale tak naprawdę Karol IV zamierzał rozbudować dzielnicę Malá Strana. Poza tym na Petřínie znajduje się obserwatorium astronomiczne (otwarte w 1928 r.), jedną z jego ścian stanowi Mur Głodowy, jedna baszta zaś – została kopułą główną obserwatorium z funkcjonującym zabytkowym teleskopem z początku XX w.

## Pomniki
Na terenie wzniesienia znajduje się kilka rzeźb, wśród nich wymienić należy przede wszystkim posąg Karela Hynka Máchy, romantycznego poety, swego rodzaju patrona zakochanych, którzy często mijają ów pomnik podczas spacerów parkami i sadami Petřína. Przyjął się zwłaszcza zwyczaj odwiedzać to miejsce 1 maja, ponieważ najsłynniejszy utwór Máchy Máj zaczyna się słowami Byl pozdní večer – první máj // Večerní máj – byl lásky čas. 
Kolejna rzeźba przedstawia słowackiego astronoma, polityka i generała Milana Rastislava Štefánika, jednego ze współzałożycieli Czechosłowacji w 1918 r. Pomnik ten znajduje się przed obserwatorium.
Pomnik ofiarom komunizmu znajduje się u podnóża góry niedaleko Muru Głodowego. Pomnik składa się ze schodów, na których jest kilka brązowych męskich postaci, przy czym postacie te stopniowo zanikają, co symbolizuje stopniowe wycieńczanie fizyczne i psychiczne więźniów politycznych. Na brązowym pasku przebiegającym kilkadziesiąt metrów widnieje napis Ofiary komunizmu 1948-1989: 205 486 skazano – 248 stracono – 4 500 zginęło w więzieniach – 327 zginęło na granicach – 170 938 obywateli emigrowało.

## Inne istotne obiekty
- Stadion Strahov – największy stadion piłkarski i drugi co do wielkości obiekt sportowy świata,
- Petřínská rozhledna – 60-metrowa stalowa wieża widokowa,
- Klasztor na Strahowie
- Kościół św. Michała Archanioła – kościół drewniany w stylu bojkowskim, przeniesiony w 1929 r. z Rusi Podkarpackiej[2][3],
- Ogrody Kińskich
- Zrcadlové bludiště – miniaturowy zameczek z labiryntem luster[4].
- Obserwatorium Štefánika (czes. Štefánikova hvězdárna) – obserwatorium położone na wzgórzu Petřín, w pobliżu Ogrodu Róż. Ufundowane w 1928 roku i nazwane imieniem słowackiego astronoma – Milana Rastislava Štefánika. Aktualnie celem obserwatorium jest popularyzacja astronomii i nauk pokrewnych.